# Isla Virgen
La isla Virgen o isla Vierge (del francés: Île Vierge) está ubicada en el departamento de Finistère, al nor-oeste de Francia. En la isla se levantan dos faros, uno de los cuales, es considerado el faro construido en piedra más alto del mundo.

## Descripción
El terreno de la isla es pedregoso y en su mayor parte está compuesto de granito. Tiene una superficie de 6 hectáreas y costas irregulares. Se encuentra a 1,5 kilómetros de la costa, al norte de la desembocadura del río Aber-Wrac'h en la comuna de Plouguerneau.
La Organización Hidrográfica Internacional indica que el límite oeste del canal de la Mancha está formado por una línea que une la isla Vierge con Land's End, en Cornualles.

## Historia
La presencia de pobladores se remonta a mediados del siglo XV, cuando la Orden de Frailes Menores construyó una capilla en la isla. En 1507 la capilla fue trasladada al continente, sobre la margen del río Aber-Wrac'h.
El nombre de la isla proviene, probablemente, de esta capilla dedicada a la Virgen María.
El Estado francés adquirió la isla, con todas sus instalaciones, a Goyon Coëpel por un importe de 6000 francos. La transferencia se realizó el 8 de febrero de 1844.
Vauban proyectó la instalación de piezas de artillería en la isla, como parte de su sistema de defensa costera.

## Los faros

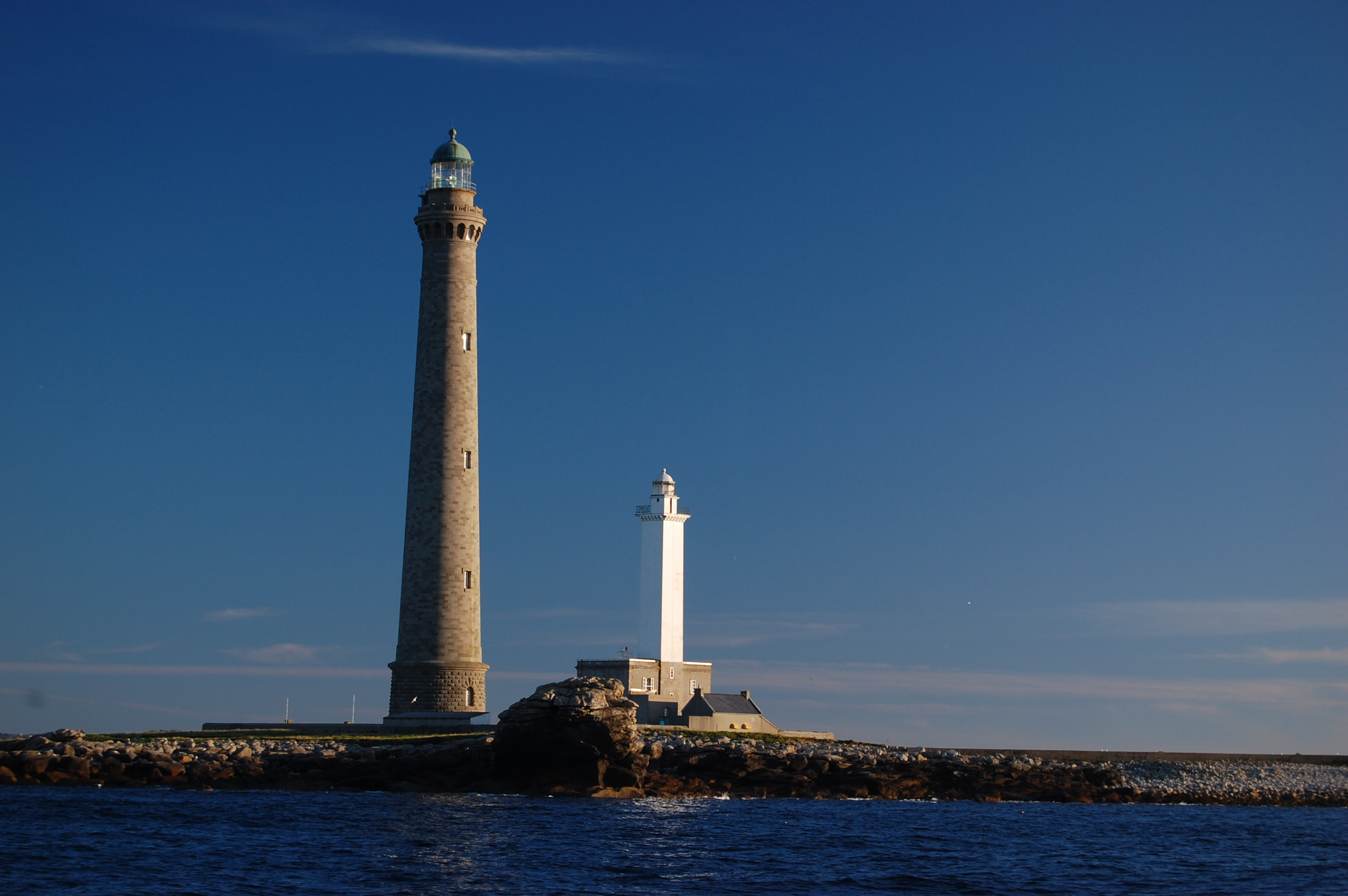
El faro más alto fue terminado en 1902.

En 1842 se inicia la construcción del primer faro de la isla, utilizando como materiales la piedra del lugar y arena traída del continente. La lámpara del faro está a 33 metros de altura; se puso en funcionamiento el 15 de agosto de 1845.
En 1897 se inicia la construcción de un nuevo faro en reemplazo del anterior. Las autoridades francesas consideraban que el faro inaugurado en 1845 era poco fiable.
El nuevo faro, terminado en 1902, tiene 82,50 metros de altura y es el faro con la torre de piedra más alta del mundo.